# Piekielna Dolina (Karkonosze)
Piekielna Dolina (niem. Höllengrund, 575 m n.p.m.) – dolina w południowo-zachodniej Polsce, w Karkonoszach (Sudety Zachodnie).
Skalista dolina pomiędzy szczytami Chojnik i Żar. Podchodzi od północnego-zachodu pod Przełęcz Żarską.

## Szlaki turystyczne
Przez przełęcz przechodzi szlak turystyczny:
- zielony: Czarna Przełęcz – Jagniątków – Piekielna Dolina – Przełęcz Żarska – Zachełmie – Szklarska Poręba